# Henry C. Warmoth

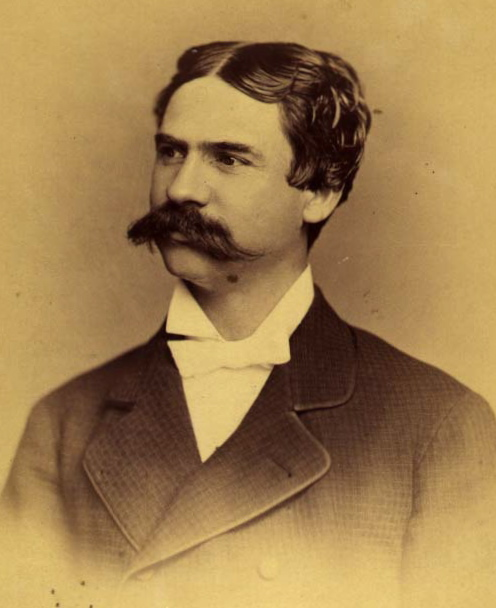
Henry C. Warmoth

Henry Clay Warmoth (* 9. Mai 1842 in McLeansboro, Illinois; † 30. September 1931 in New Orleans, Louisiana) war ein US-amerikanischer Politiker und von 1868 bis 1872 Gouverneur des Bundesstaates Louisiana.

## Frühe Jahre und Bürgerkrieg
Henry Warmoth besuchte die örtlichen Schulen seiner Heimat in Illinois. Nach einem Jurastudium wurde er im Jahr 1860 als Rechtsanwalt zugelassen. Danach wurde er im 18. Gerichtsbezirk von Illinois Bezirksstaatsanwalt. Während des Bürgerkrieges war er Oberstleutnant einer Infanterieeinheit aus Missouri. Er war unter anderem an der Belagerung der Festung Vicksburg beteiligt. Dabei wurde er verwundet. Danach wurde er aber unehrenhaft aus der Armee entlassen, weil er öffentlich die Verluste der Unionsarmee übertrieben hoch darstellte. Nachdem er von Präsident Abraham Lincoln rehabilitiert worden war, wurde er von General Nathaniel Banks im Juni 1864 zum Richter im besetzten Golfgebiet ernannt (Department of the Gulf Provost Court).

## Politischer Aufstieg
Im November 1865 trat Warmoth als Richter zurück, um als Republikaner für das Repräsentantenhaus der Vereinigten Staaten zu kandidieren. Er wurde zwar gewählt, durfte aber sein Mandat in Washington, D.C. nicht antreten, weil damals kein Abgeordneter aus den ehemaligen Konföderierten Staaten im Kongress zugelassen wurde. Warmoth wurde dann in New Orleans als Rechtsanwalt tätig. Dort sicherte er sich die Unterstützung der schwarzen Bevölkerung, als deren Sprecher er auftrat. Im April 1868 wurde er mit nur zwei Stimmen Vorsprung zum neuen Gouverneur von Louisiana gewählt. Sein Vizegouverneur war Oscar Dunn, ein afroamerikanischer Maler, der aber bald verstarb und durch den Präsidenten des Senats von Louisiana, P. B. S. Pinchback, ersetzt wurde.

## Gouverneur von Louisiana
Nachdem Louisiana wieder in die Union aufgenommen worden war, trat Henry Warmoth sein neues Amt am 13. Juli 1868 an. Seine fast vierjährige Regierungszeit gilt noch immer als eine der korruptesten Amtszeiten eines Gouverneurs von Louisiana. Die Staatsverschuldung erreichte mit 100 Millionen Dollar eine bis dahin unvorstellbare Höhe. Zu Beginn seiner Amtszeit lag diese Zahl bei sechs Millionen. Bald kam es im ganzen Staat zu Unruhen und Aufständen für und gegen das Wahlrecht der Schwarzen und wegen Steuererhöhungen. Immerhin wurde damals der schwarzen Bevölkerung das Fahren mit der Eisenbahn und der Besuch von Schulen und Restaurants gestattet, allerdings wurden sie dabei streng von den Weißen getrennt. Inzwischen verstrickte sich der Gouverneur immer tiefer in der Korruption. Bei den Gouverneurswahlen des Jahres 1872 war er sogar an einer Wahlfälschung beteiligt, was zu einem Amtsenthebungsverfahren gegen ihn führte. Allerdings sollte dieses Beispiel in Louisiana traurige Schule machen. Bis zum Jahr 1900 kam es in diesem Staat immer wieder zu Wahlbetrug und Unruhen im Zusammenhang mit Wahlanfechtungen.
Konkret ging es 1872 um die Gouverneurswahlen. Dabei standen sich der Demokrat John McEnery und der Republikaner William P. Kellogg gegenüber. Der Wahlausgang war sehr knapp und Warmoth setzte einen Wahlausschuss ein, der seinen Favoriten, McEnery, zum Sieger erklärte. Ein anderer, von den Republikanern zusammengestellter, Wahlausschuss erklärte Kellogg zum Wahlsieger. Die Republikaner waren über das Vorgehen von Warmoth umso mehr erbost, weil er Mitglied ihrer Partei war. Das ganze Problem zog sich bis September 1873 hin, bis Präsident Ulysses S. Grant eingriff und Kellog zum Sieger erklärte. Der Senat von Louisiana schaffte es nicht mehr, den Gouverneur in seiner Amtszeit seines Amtes zu entheben, da diese schon bald ablief. Warmoth wurde aber während der letzten 35 Tage seiner Amtszeit vom Dienst suspendiert. So dass er tatsächlich am 9. Dezember 1872 aus dem Amt schied.

## Weiterer Lebenslauf
Im Jahr 1884 war Warmoth am Aufbau einer Zuckerraffinerie beteiligt. 1888 kandidierte er erfolglos für das Amt des Gouverneurs. Zwischen 1890 und 1893 war er Leiter der Zollbehörde im Hafen von New Orleans. 1912 war er Delegierter auf dem Bundesparteitag der Republikanischen Partei, eine Funktion, die er im Jahr 1868 schon einmal ausgeübt hatte. Danach zog er sich ins Privatleben zurück. Er starb im Jahr 1931. Henry Warmoth hatte mit seiner Frau Sally Durand drei Kinder.